# 瀬戸市消防本部
瀬戸市消防本部（せとししょうぼうほんぶ）は、愛知県瀬戸市の消防部局（消防本部）。管轄区域は瀬戸市全域。

## 概要
- 消防本部：愛知県瀬戸市苗場町101
- 管内面積：111.40km2
- 職員定数：131人
- 消防署：1カ所
- 分署：2カ所

## 主力機械
2019年4月1日現在
- 普通消防ポンプ自動車：4
- 水槽付消防ポンプ自動車：3
- はしご付消防自動車：1
- 化学消防自動車：1
- 水槽車：1
- 小型動力ポンプ付積載車：1
- 救急自動車：5
- 救助工作車：1
- 指揮車：1
- 査察車：4
- 広報車：3
- 輸送車：1
- 連絡車：1

## 沿革
- 1951年8月 - 瀬戸市消防本部を設置。
- 1959年7月 - 瀬戸市消防音楽隊が発足。
- 1960年9月 - 瀬戸市消防署を設置。
- 1961年6月 - 救急業務を開始。
- 1962年10月 - 消防庁舎が竣工。
- 1972年8月 - 新消防庁舎が竣工し、消防本部・消防署が移転。旧庁舎に東分署を開設。
- 1989年10月 - 東分署を新築し移転。旧庁舎に南出張所を開設。
- 1991年3月 - 南出張所を南分署に改称。
- 2005年3月 - 2005年日本国際博覧会（愛知万博）の開催に伴い、万博分署を開設。（同年9月閉署。）
- 2012年12月 - 尾張旭市と共同で消防指令センターを開設。運用を開始。
- 2025年度を目処 - 名古屋市消防局に通信指令業務を委託の予定[1]。

## 組織
- 本部 - 消防課
- 消防署 - 通信指令室

## 消防署
| 消防署       | 住所      | 分署                              |
| ------------ | --------- | --------------------------------- |
| 瀬戸市消防署 | 苗場町101 | 東：品野町1-190-1 南：南山口町143 |

## 消防指令センター
瀬戸市は尾張旭市とともに瀬戸・尾張旭消防指令センターを共同運用している。2025年4月から瀬戸・尾張旭消防指令センターの業務は名古屋市の防災指令センターに集約される予定になっている。